# Lužany pri Topli
Lužany pri Topli é um município da Eslováquia, situado no distrito de Svidník, na região de Prešov. Tem 3,24 km² de área e sua população em 2018 foi estimada em 257 habitantes.

## Demografia
| Ano:        | 1994 | 2004   | 2014   | 2024   |
| ----------- | ---- | ------ | ------ | ------ |
| Broj ljudi: | 248  | 259    | 261    | 247    |
| Razlika:    |      | +4,43% | +0,77% | -5,36% |

| Ano:               | 2023 | 2024   |
| ------------------ | ---- | ------ |
| Número de pessoas: | 255  | 247    |
| Diferença:         |      | -3,13% |